# Saralanj, Lori
Saralanj là một đô thị thuộc tỉnh Lori, Armenia. Dân số ước tính năm 2011 là 168 người.